# Anthurium cremersii
Anthurium cremersii är en kallaväxtart som beskrevs av George Sydney Bunting och Thomas Bernard Croat. Anthurium cremersii ingår i släktet Anthurium och familjen kallaväxter. Inga underarter finns listade.